# Disa vigilans
Disa vigilans är en orkidéart som beskrevs av Mcmurtry och T.J.Edwards. Disa vigilans ingår i släktet Disa och familjen orkidéer.
Artens utbredningsområde är Mpumalanga. Inga underarter finns listade i Catalogue of Life.